# المعونة الأمريكية للاجئين في الشرق الأدنى
المعونة الأمريكية للاجئين في الشرق الأدنى (بالإنجليزية: American Near East Refugee Aid) وتُختصر Anera أو أنيرا، هي منظمة أمريكية مُعافة من ضريبة الدخل الفيدرالية وفق الفقرة 501(c)(3) من الباب 26 من قانون الولايات المتحدة، وغير حكومية وليس لها انتماء سياسي أو ديني. تأسست المنظمة في فبراير 1968 بعد انتهاء حرب 1967، لتقديم مساعدات إنسانية وتنموية في فلسطين ولبنان والأردن. تتناول المنظمة الاحتياجات الاقتصادية والاجتماعية وتعمل من خلال برامج الرعاية الصحية والتعليم وخلق فرص العمل. قدمت أنيرا في ام 2019 نحو 48.8 مليون دولار. يتركز عمل المنظمة بشكل أساسي في الأراضي الفلسطينية.

## وصلات خارجية
- الموقع الرسمي